# WIR-knip
De term WIR-knip heeft betrekking op de eerdere Wet op de Investeringsrekening (WIR). Deze wet voorzag in een tegemoetkoming aan ondernemers in de inkomsten- en vennootschapsbelasting voor de investering in bedrijfsmiddelen. Het kon hierbij gaan om grote bedragen, omdat de WIR een zogenoemde open einderegeling was (er was geen limiet gesteld aan het jaarlijkse bedrag dat het de schatkist zou mogen kosten).
Toen de afschaffing van de WIR dreigde, hebben verschillende grote Nederlandse bedrijven in het weekend daarvoor nog notarieel verplichtingen laten vastleggen tot de aankoop van bedrijfsmiddelen. Het ging daarbij om grote bedragen. De aanspraak op WIR-premie was in dat jaar dan ook dermate groot, dat de overheid zich budgettair genoodzaakt zag om de WIR-premie over meerdere jaren uit te smeren. Dit werd de WIR-knip genoemd en was in feite in strijd met de wet. De ondernemingen hadden er in het jaar van investeren (het aangaan van de verplichtingen) meteen recht op moeten hebben. De WIR-premie werd toen dus over meerdere jaren toegekend. Dit waren door de afschaffing ook jaren waarin de Wet Wir niet meer bestond.

## Boekhouding
Veel bedrijven hielden een aparte rekening in hun boekhouding aan om de gevolgen van de WIR bij te houden. Men had in feite een vordering op de overheid. Vaak werd met een aparte Egalisatierekening de ontvangen WIR-premies bijgehouden waartegenover afschrijvingen op het bedrijfsmiddel stonden. Na verloop van tijd moest deze speciale WIR-rekening 'glad' lopen, dat wil zeggen dat deze op nul uitkomt.